# Кинич-Эб-Шок
Кинич-Эб-Шок (дословно Опаляющая Акула) (292 — нач. IV века) — десятый правитель древнего майяского царства Мутуль со столицей в Тикале.

## Биография
Во времена правления Кинич-Эб-Шока была воздвигнута самая древняя стела Тикаля — Стела 29. Предположительно, она была поставлена в честь восхождения этого правителя на трон.
Кинич-Эб-Шоку наследовал его сын Сиях-Чан-Кавиль I.